# Lavinia Fenton
Lavinia Powlett, duchesse de Bolton (1708 - 24 janvier 1760), connue sous son pseudonyme de Lavinia Fenton, est une actrice anglaise.

## Biographie
Elle est probablement la fille d'un lieutenant de la marine nommé Beswick, mais elle porte le nom du mari de sa mère, qui est propriétaire d'un café . On pense qu'elle est née à Charing Cross, à Londres, et a été une enfant prostituée et une serveuse avant de devenir actrice . Un de ses biographes la décrit comme ayant "un esprit vif et une beauté prometteuse", affichant "des tournures d'esprit singulières, qui la montraient d'un génie en devenir" .
Sa première apparition est en tant que Monimia dans L'Orpheline ou le Mariage malheureux de Thomas Otway, en mars 1726 au théâtre Haymarket. Peu de temps après, elle perçoit les bénéfices d'un spectacle et prend le rôle de Cherry Boniface dans La Ruse du petit maître. Elle rejoint ensuite la compagnie des acteurs du théâtre à Lincoln's Inn Fields, où elle gagne "le salaire pas très magnifique de quinze shillings", mais son succès et sa beauté en font une actrice en vue. La critique madame Charles Mathews déclare: "Les capacités de Miss Fenton ne peuvent pas être contestées; le panégyrique universel de l'époque et l'inquiétude des gérants de monopoliser ses services nous assurent qu'aucune actrice ou chanteur ne pourrait être plus populaire à aucun moment du drame. " .
C'est dans le The Beggar's Opera de John Gay, en tant que Polly Peachum, que Miss Fenton a son plus grand succès. Elle fait ses débuts dans le rôle le 29 janvier 1728. Le portrait de Polly par Fenton est si populaire que les Londoniens l'identifient comme étant Polly sur et en dehors de la scène. Ses images sont très demandées, des chansons et des vers lui sont écrites et des livres publiés sur elle. Le tableau de Hogarth la montre dans une des scènes, avec son futur mari, le duc de Bolton. Après la première représentation de la pièce, le salaire de Fenton est doublé et elle apparait comme Alida dans l’adaptation de John Vanbrugh dans The Pilgrim. Deux de ses rôles remarquables sont Leanthe (Amour dans une bouteille) et Ophelia (Hamlet).
Elle apparait dans plusieurs comédies, puis à de nombreuses reprises de l'Opéra du mendiant. Après sa dernière apparition en tant que Polly le 19 avril 1728, elle s'enfuit avec son amoureux Charles Powlett (3e duc de Bolton), un homme de vingt-trois ans plus âgé qu'elle, qui, après la mort de sa femme en 1751, l'épouse à Aix-la-Chapelle. John Gay parle de son mariage dans une lettre à Jonathan Swift : "Le duc de Bolton, selon ce que je sais, s'est échappé avec Polly Peachum, l'ayant réglée 400 £ par an à son plaisir et par désaccord de 200 £ par an."  Ils ont déjà trois fils: Charles, Percy et Horatio Armand  qui entrent respectivement dans l'église, la marine et l'armée. La duchesse survit à son mari et est décédée en 1760 à Westcombe House à Greenwich. Elle est inhumée à l'église St Alfege de Greenwich  le 3 février 1760  Peachum Road, près du site de Westcombe House, est nommée d'après son rôle de Polly Peachum.